# Dindica wilemani
Dindica wilemani là một loài bướm đêm trong họ Geometridae.